# Sintmann

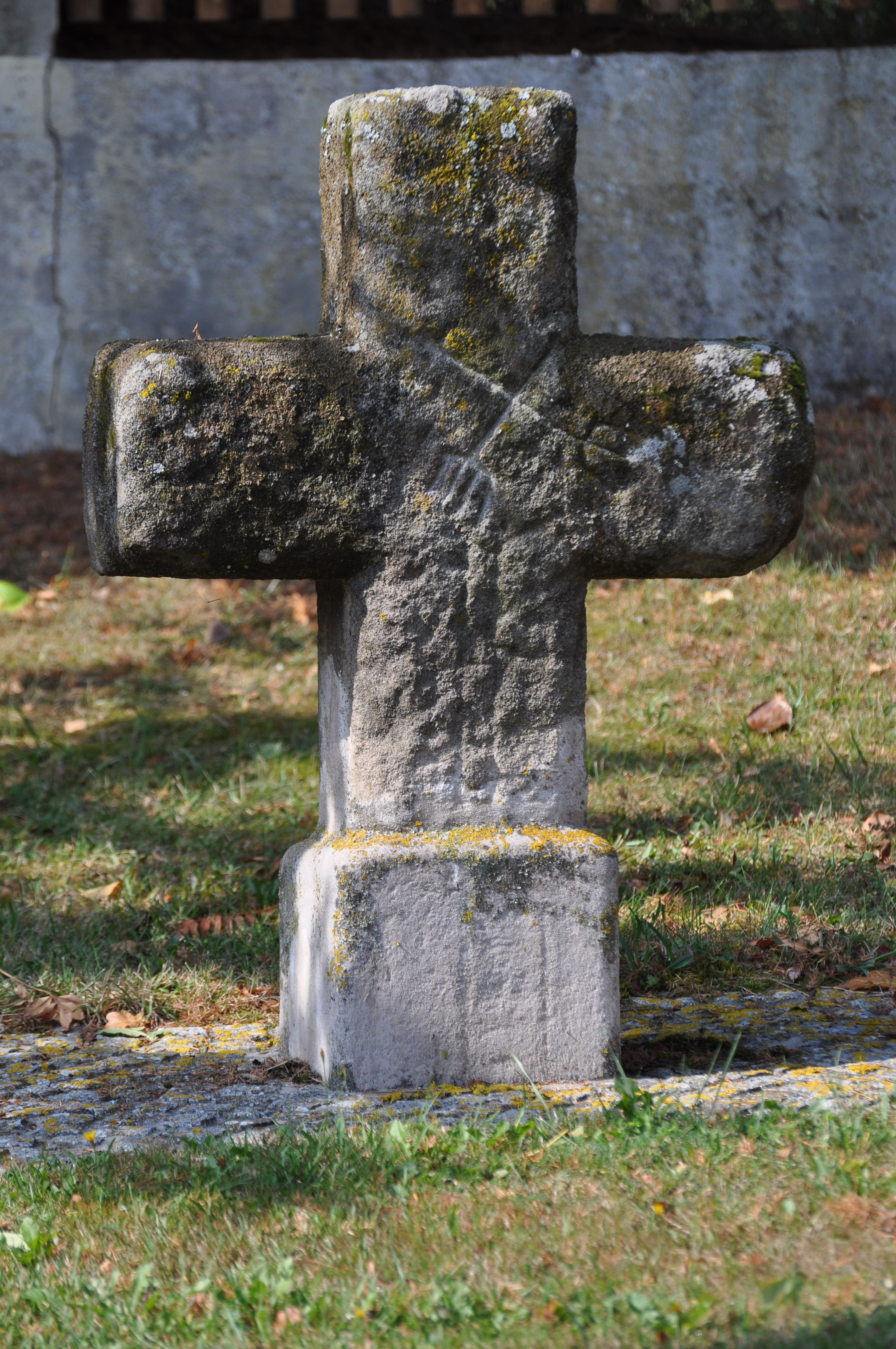
Steinkreuz

Sintmann ist ein Gemeindeteil des Marktes Weisendorf im Landkreis Erlangen-Höchstadt (Mittelfranken, Bayern). Sintmann liegt in der Gemarkung Rezelsdorf.

## Geografie
Der Weiler liegt an der Seebach, einem linken Zufluss der Regnitz. Die Seebach speist eine Kette von Weihern, unmittelbar südöstlich des Ortes Seebachteiche genannt. Der Strietgraben mündet unmittelbar nordöstlich als linker Zufluss in den Seebach. Im Nordwesten grenzt das Waldgebiet Engelholz an. Im Süden liegt das Waldgebiet Unterreichenbacher Viehweide. 0,5 km westlich erhebt sich der Rummel (351 m ü. NHN).
Die Kreisstraße ERH 28 verläuft nach Oberreichenbach (3 km südwestlich) bzw. zur Staatsstraße 2259 (0,9 km nördlich), die ihrerseits nach Rezelsdorf (1,6 km westlich) bzw. nach Weisendorf verläuft (2,3 km östlich). Eine Gemeindeverbindungsstraße führt nach Mitteldorf (1,1 km nordöstlich) bzw. nach Rezelsdorf (1,6 km westlich).

## Geschichte
Der Ort wurde 1348 im Bamberger Urbar als „Syntmans“ erstmals urkundlich erwähnt. Das Hochstift Bamberg übte zu dieser Zeit die Lehnsherrschaft über acht Anwesen aus. 1427 kam ein Hof an das Bamberger Domkapitel, im 16. Jahrhundert ein weiteres Anwesen an die Bamberger Dompropstei.
Gegen Ende des 18. Jahrhunderts gab es in Sintmann vier Anwesen und einem Gemeindehirtenhaus. Das Hochgericht übte das Amt Büchenbach im begrenzten Umfang aus. Es hatte ggf. an das Centamt Herzogenaurach des Hochstifts Bamberg auszuliefern. Die Dorf- und Gemeindeherrschaft sowie die Grundherrschaft über die vier Ganzhöfe hatte das Amt Büchenbach.
Im Rahmen des Gemeindeedikts wurde Sintmann dem 1811 gebildeten Steuerdistrikt Hammerbach zugewiesen, schon 1812 aber dem Steuerdistrikt Weisendorf. 1813 gehörte es zur neu gebildeten Ruralgemeinde Sauerheim. Mit dem Zweiten Gemeindeedikt (1818) wurde es eine eigenständige Ruralgemeinde, die aber bereits 1819 mit Rezelsdorf kombiniert wurde. 1824 wurde schließlich die ursprüngliche Ruralgemeinde wiederhergestellt, die jedoch nicht mehr nach Sauerheim, sondern nach Rezelsdorf benannt wurde.
Am 1. Januar 1972 wurde Sintmann im Zuge der Gebietsreform in die Gemeinde Weisendorf eingegliedert.

### Baudenkmal
- Sintmanner Straße 11: Steinkreuz

### Einwohnerentwicklung
| Jahr      | 001818 | 001861 | 001871 | 001885 | 001900 | 001925 | 001950 | 001961 | 001970 | 001987 | 002019 |
| Einwohner | 36     | 55     | 64     | 54     | 43     | 45     | 66     | 38     | 38     | 34     | 36     |
| Häuser    | 9      |        |        | 8      | 9      | 7      | 8      | 7      |        | 8      |        |
| Quelle    | [ 10 ] | [ 11 ] | [ 12 ] | [ 13 ] | [ 14 ] | [ 15 ] | [ 16 ] | [ 17 ] | [ 18 ] | [ 19 ] | [ 1 ]  |

## Religion
Der Ort ist seit 1358 nach Weisendorf gepfarrt und seit der Reformation evangelisch-lutherisch geprägt. Die Einwohner römisch-katholischer Konfession sind nach St. Josef (Weisendorf) gepfarrt.